# Cistothorus
A Cistothorus a madarak osztályának verébalakúak (Passeriformes) rendjébe és az ökörszemfélék (Troglodytidae) családjába tartozó nem.

## Rendszerezés
A nembe az alábbi 5 faj tartozik:
- mocsári ökörszem (hosszúcsőrű rétiökörszem, Cistothorus palustris)
- réti ökörszem (Cistothorus platensis)
- méridai rétiökörszem (Cistothorus meridae)
- Apolinar-rétiökörszem (Cistothorus apolinari)
- rövidcsőrű rétiökörszem (Cistothorus stellaris)